# Митан
Митан (узб. Mitan/Митан) — посёлок городского типа в Иштыханском районе Самаркандской области, Узбекистан. Посёлок расположен в 33 км от железнодорожной станции Каттакурган (на линии Самарканд — Навои).
В 1926—1959 годах — центр Митанского района. Статус посёлка городского типа с 1986 года.

## Население
| 1989 |
| ---- |
| 4678 |